# Iczałki (obwód niżnonowogrodzki)
Iczałki (ros. Ичалки) – wieś (sieło) w Rosji, w obwodzie niżnonowogrodzkim, w okręgu miejskim Pieriewozu. W 2010 liczyła 757 mieszkańców.